# Jens Erik Roepstorff
Jens Erik Roepstorff (født 5. august 1960 i Maglegård, Gentofte) er en tidligere dansk håndboldspiller som deltog under Sommer-OL 1984.
Han spillede håndbold for klubben Helsingør IF. I 1984 var han med på Danmarks håndboldlandshold som endte på en fjerdeplads under Sommer-OL 1984. Han spillede i alle seks kampe og scorede 15 mål.